# Enrique Díaz Díaz
Enrique Díaz Díaz (* 13. Juni 1952 in Huandacareo, Michoacán, Mexiko) ist ein mexikanischer Geistlicher und Bischof von Irapuato.

## Leben
Enrique Díaz Díaz empfing am 23. Oktober 1977 das Sakrament der Priesterweihe für das Erzbistum Morelia.
Am 30. April 2003 ernannte ihn Papst Johannes Paul II. zum Titularbischof von Izirzada und bestellte ihn zum Weihbischof in San Cristóbal de Las Casas. Der Bischof von San Cristóbal de Las Casas, Felipe Arizmendi Esquivel, spendete ihm am 10. Juli desselben Jahres die Bischofsweihe; Mitkonsekratoren waren der Apostolische Nuntius in Mexiko, Erzbischof Giuseppe Bertello, und der Erzbischof von Morelia, Alberto Suárez Inda. Enrique Díaz Díaz war zudem Generalvikar des Bistums San Cristóbal de Las Casas.
Am 15. Mai 2014 bestellte ihn Papst Franziskus zum Koadjutorbischof von San Cristóbal de Las Casas. Franziskus ernannte ihn am 11. März 2017 zum Bischof von Irapuato. Die Amtseinführung erfolgte am 19. Mai desselben Jahres.